# Albert Reuter
Albert Reuter (11 settembre 1907 – 2 marzo 2003) è stato un allenatore di calcio e calciatore lussemburghese, di ruolo centrocampista.

## Carriera

### Club
Ha sempre giocato nel campionato lussemburghese.

### Nazionale
Ha rappresentato la Nazionale del suo paese alle Olimpiadi del 1928.